# River City Ransom
River City Ransom, ursprungligen släppt som Downtown Nekketsu Story (ダウンタウン熱血物語 Dauntaun Nekketsu Monogatari?, lit. "Downtown Hot-Blooded story") i Japan och senare som Street Gangs i PAL-regionen, är ett spel till NES. Det utvecklades av Technōs Japan och släpptes i Japan den 25 april 1989. Spelet ingår i serien Kunio-kun tillsammans med spelen Renegade och Super Dodge Ball. Precis som föregångarna, genomgick River City Ransom stora förändringar i handling och grafik innan spelet hittade till västvärlden.
Spelet handlar om high school-eleverna Alex och Ryan som skall rädda Ryans flickvän Cyndi från skurken "Slick".
I affärer kan man, för pengarna man samlat ihop, köpa mat som ger energipåfyllning, samt böcker att läsa om olika sätt att slåss.

### Fotnoter
1. 1 2 3  ”River City Ransom”. NES DB. 12 mars 1989. Arkiverad från originalet den 21 april 2014. https://web.archive.org/web/20140421082257/http://www.nesdb.se/game_more.php?id=387&rid=1. Läst 20 april 2014.
2. ↑  Thomas, Lucas M. (21 april 2008). ”River City Ransom Review”. IGN. Arkiverad från originalet den 21 januari 2012. https://web.archive.org/web/20120121040726/http://wii.ign.com/articles/868/868095p1.html. Läst 2 april 2011.
3. ↑  ”Street Gangs” (på svenska). Nintendomagasinet (Kungsbacka: Atlantic) (5 1992):  sid. 16 (Power Player). maj 1992. Läst 20 april 2014.